# Lagothrix cana
Lagothrix cana là một loài động vật có vú trong họ Atelidae, bộ Linh trưởng. Loài này được É. Geoffroy mô tả năm 1812.

## Hình ảnh

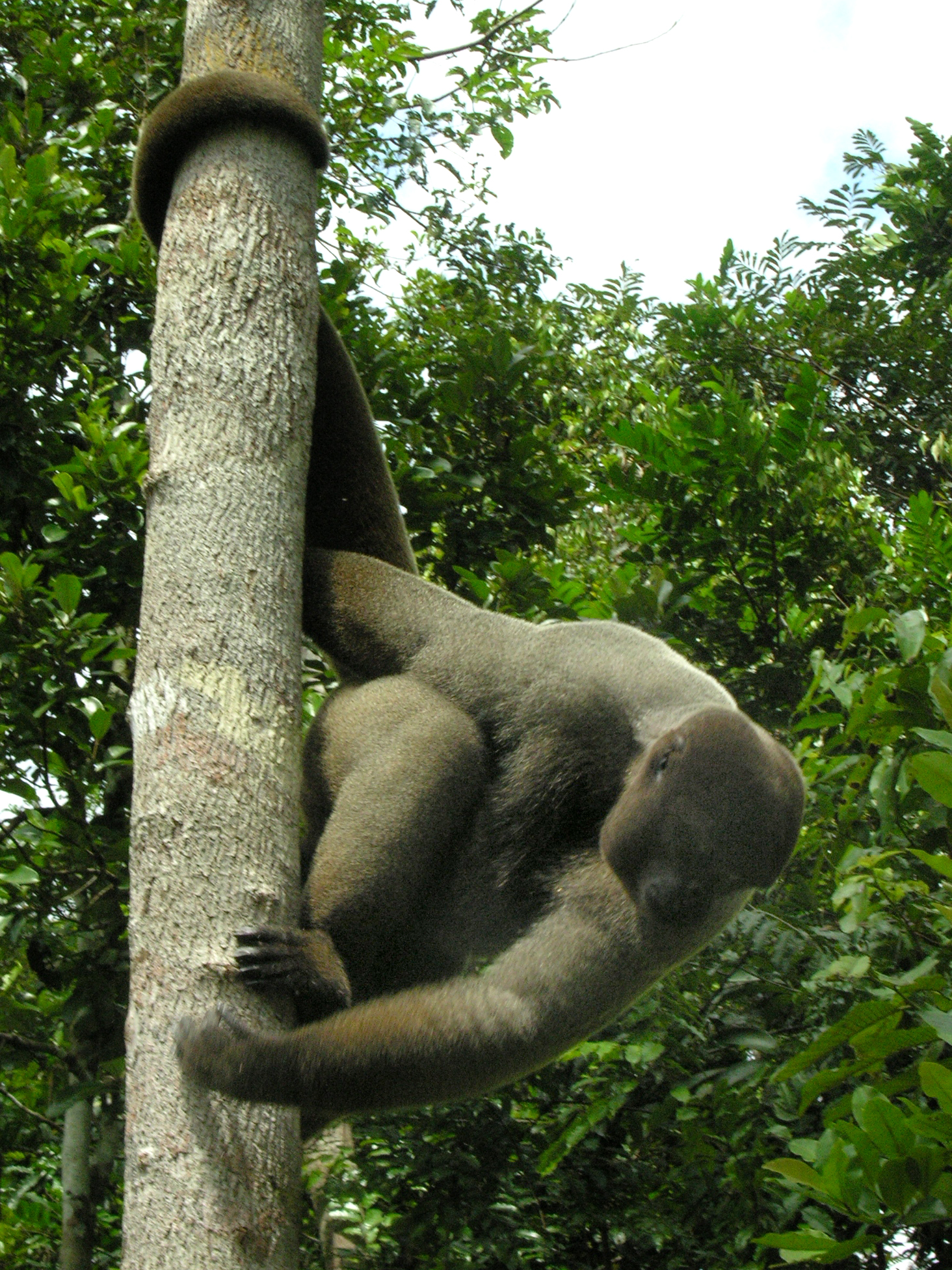
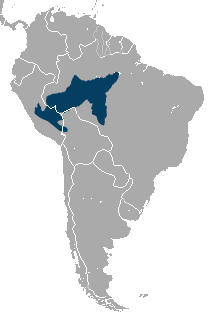